# Erioptera (Mesocyphona) albicapitella
Erioptera (Mesocyphona) albicapitella is een tweevleugelige uit de familie steltmuggen (Limoniidae). De soort komt voor in het Afrotropisch gebied.